# Fuerza Pública de la República de Panamá
Die Fuerza Pública de la República de Panamá (deutsch etwa öffentliche Sicherheitskräfte Panamas) sind die nationalen Sicherheitskräfte Panamas. Panama ist neben Costa Rica das zweite Land Lateinamerikas, welches keine stehende Armee mehr unterhält, sondern mit paramilitärischen Einheiten operiert. Direktor ist Julio Molto (Stand 2013).

## Geschichte
Panamas erste Streitkräfte wurden 1903 aufgestellt, als ein kolumbianischer Brigadegeneral zu den panamaischen Unabhängigkeitskämpfern überlief. Seine Brigade wurde zur „Panamesischen Armee“.
1904 versuchten Panamas Streitkräfte erstmals, vergeblich, die Regierung zu putschen. Die Vereinigten Staaten sahen die innere Sicherheit Panamas und des Panamakanals gefährdet und schafften die Armee wieder ab. 48 Jahre existierte daraufhin nur die Nationale Polizei als bewaffnete Truppe. In den 1930ern wurden einige Rekruten an Militärakademien anderer lateinamerikanischer Länder ausgebildet, und die Polizei erhielt einen stärker militärischen Charakter.
Panama schaffte sein Militär 1990 ab. Dies wurde 1994 durch einen einstimmigen Parlamentsbeschluss für eine Verfassungsänderung bestätigt. Einige Einheiten der Polizei eignen sich begrenzt zur Kriegsführung.

## Struktur

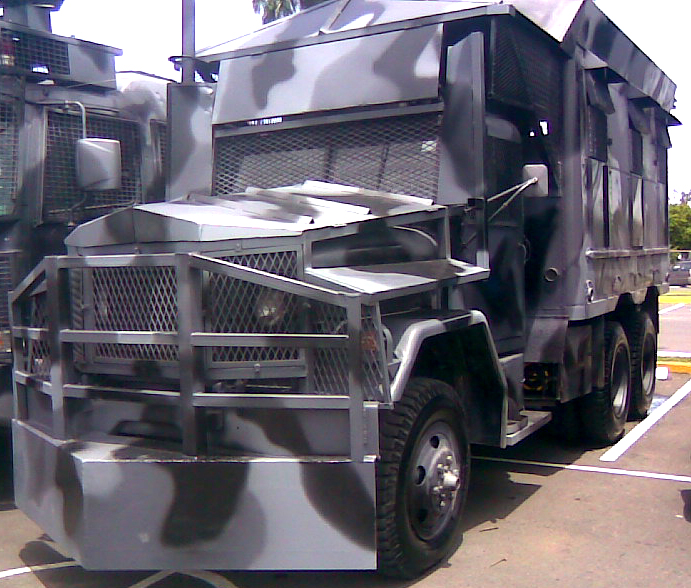
Vehiculo policial antidisturbios (La Bestia) – (U.C.M.) – Policía Nacional de Panamá (2011)

Die Nationalpolizei besteht aus über 10 Abteilungen. Die Einheit Unidad Preventiva Comunitaria de la Policía Nacional ist für die Verbrechensprävention in den panameischen Kommunen zuständig.